# Manuel Castro Almeida
Manuel Castro de Almeida, né le 28 octobre 1957 à São João da Madeira, est un avocat et homme politique portugais. Il est ministre de l'Économie et de la Cohésion territoriale depuis 2025.

## Carrière politique
Castro Almeida est secrétaire d'État au Développement régional dans le gouvernement de Pedro Passos Coelho. Auparavant, il est député à l'Assemblée de la République pour le Parti social-démocrate, secrétaire d'État à l'Éducation et aux Sports et maire de São João da Madeira,.
Avec l'arrivée de Rui Rio à la présidence du Parti social-démocrate, en 2018, Castro Almeida est choisi pour être l'un des vice-présidents du parti. Il démissionne en juillet 2019.
Il est nommé ministre adjoint et de ministre de la Cohésion territoriale dans le premier gouvernement du Premier ministre Luís Montenegro en 2024,,.